# Соляная война (1540)
Соляная война 1540 года была результатом восстания города Перуджи против Папской области во время понтификата папы Павла III. Основным результатом стало окончательное подчинение города Перуджи папскому контролю.

## История
Перуджа была свободной коммуной до 1370 года, когда после борьбы с Урбаном V вошла в состав Папской области. Аристократия города продолжала пользоваться своего рода полуавтономией, включая несколько привилегий, таких как суд не назначенным папой местным судьей и свобода от уплаты каких-либо налогов на соль, которая в то время была важным продуктом для сохранения продуктов питания. Начиная с конца XV в., папы римские пытались обуздать автономию Перуджи, несмотря на сопротивление горожан. Это достигло апогея после катастрофического урожая 1539 года, который привел к росту цен в Перудже и её сельских районах.
В этой и без того экономически сложной ситуации папа Павел III решил ввести новый налог на соль для всех своих подданных, что нарушало подтверждённые им самим в начале своего понтификата договоры между Перуджей и предыдущими папами. Перуджийцы решили восстать, но 4 июня 1540 года папские войска во главе с сыном папы Пьером Луиджи Фарнезе и его кондотьером Алессандро да Терни вынудили их сдаться.
Вскоре после этого по планам Антонио и Аристотеля да Сангалло была построена огромная крепость Рокка Паолина. Возведённая не для защиты Перуджи, а, по словам Юлия III, «чтобы замедлить разгорание перуджийцев и избавиться от возможности восстать против Святого Престола», форт на протяжении веков был символом деспотического папского правления. Несмотря на то, что новый папа Юлий III вернул перуджанам подобие местного правления в 1559 г., город стал частью Папской области и оставался таковым до объединения Италии в 1860 году.
Одно любопытное замечание о войне заключается в том, что по перуджийской легенде в рамках народного протеста против налога в 1540 г. горожане перестали класть соль в свой хлеб (несоленый хлеб является нормой и по сей день). Недавние исследования показывают, что городская легенда возникла после 1860 г.